# Route nationale 85
La route nationale 85 (RN 85 o N 85) è una strada nazionale francese che partiva da Bourgoin-Jallieu e termina a Barrême. Venne in gran parte declassata nel 2006.

## Percorso
A Bourgoin-Jallieu si staccava dalla N6 e si dirigeva a sud-est, oggi come D1085, servendo Rives e Moirans. Da Voreppe a Grenoble aveva un troncone in comune con la N75, mentre da Grenoble coincide con la route Napoléon.
Al giorno d’oggi la N85 comincia allo svincolo dell’autoroute A480 a Le Pont-de-Claix e segue la Romanche fino a Vizille, quindi prosegue a sud fino a La Mure per poi virare a sud-est rimanendo a nord del Drac. Lascia la valle a La Fare-en-Champsaur e, viaggiando verso sud, raggiungeva Gap. L’attuale statale termina a La Saulce, all’inizio dell’autoroute A51.
In origine ridiscendeva la valle della Durance, ora col nome di D1085 e successivamente di D4085, passando per Sisteron. Ad Aubignosc riprende l’attuale N85, che vira ad est prendendo la valle della Bléone a Malijai. A Digne-les-Bains si dirige bruscamente a sud e, a Châteauredon, di nuovo ad est, salendo lungo la valle dell’Asse. Il tratto di strada nazionale finisce a Barrême, all’incrocio con la N202.
Oggi prosegue sotto la denominazione di D4085 verso sud-est per la valle dell’Asse de Blieux, poi ridiscende a Castellane e continua nella medesima direzione. Nel dipartimento delle Alpi Marittime cambia nome in D6085. A Grasse muta ancora nome in D2085 e si conclude, scendendo ad est, a Cagnes-sur-Mer, all’incrocio con l’ex N7.